# Бороздчаторезцовая белка
Бороздчаторезцовая белка (лат. Syntheosciurus brochus) — вид грызунов семейства беличьих, выделяемый в самостоятельный род Syntheosciurus. Родовое название — от др.-греч. συνθεο- +σκίουρος  «общественная белка», видовое лат. brochus означает «с торчащими резцами».
Небольшого размера зверёк с густым и длинным мехом. Тело в длину достигает около 15 см, а хвост — 13 см. Брюшная часть окрашена в рыжеватый цвет, спина — в коричнево-оливковый. На конце пушистого хвоста тёмная кисточка. От обычных белок они отличаются строением черепа и зубов. Своё название эта белка получила за продольные желобки на передней стороне резцов.
Эндемик Панамы и Коста-Рики. Встречаются в труднодоступных и малоизученных горных тропических лесах на высоте от 1900 до 2600 метров над уровнем моря. Живут в кронах деревьев, но могут спускаться и на землю.
Бороздчаторезцовые белки — социальные животные. Живут преимущественно семьями. Популяция крайне мала, но с 1980 года наблюдается увеличение количества белок этого вида.